# Dromaius ocypus
Dromaius ocypus je prapovijesna vrsta ptice neletačice iz roda Dromaius. 
Opisan je prema fosiliziranim ostatcima iz kasnog pliocena, koji su se nalazili na Mampuwordu pješčanim tvorevinama na jezeru Palankarinna u Australiji. U današnje vrijeme prihvaćen je kao posebna vrsta. Bio je dosta manji od jedinog danas živućeg predstavnika roda Dromaius, emua.